# Takko
Takko Fashion este o companie de retail de îmbrăcăminte din Germania.
Compania operează în peste 1.200 de magazine în Europa, atât direct, cât și în sistem de franciză,și este al doilea mare retailer de pe piața de profil din Germania.
În afara Germaniei, Takko deține 350 magazine în Austria, Republica Cehă, Olanda, Belgia, Ungaria, Slovacia, Elveția și România.
De asemenea, brandul este prezent prin magazine în sistem de franciză în Slovenia, Lituania, Estonia, Letonia și Portugalia.

## Takko în România
Compania este prezentă și în România începând cu anul 2007
Număr de magazine:
- 2013: 62[4]
- 2010: 32[5]

Cifra de afaceri în 2008: 8,5 milioane euro